# Władysław Trybowski
Władysław Trybowski (ur. 1889 w Dąbrowie Tarnowskiej), działacz społeczny i samorządowy.
Aktywnie współpracował ze Związkiem Strzeleckim, jak też towarzystwem Przyjaciół Szkoły Średniej. Był jednym z organizatorów Polskiego Towarzystwa Gimnastycznego "Sokół" oraz Gimnazjum w Dąbrowie Tarnowskiej, którego zarządowi przewodniczył. Wspólnie z Henrykiem Krzciukiem prowadził przygotowania do budowania Banku Spółdzielczego przy ul. Tarnowskiej. 
Był wiceburmistrzem Dąbrowy Tarnowskiej a następnie w latach 1945-1948 Przewodniczącym Rady Miejskiej.